# Bíldufell
Bíldufell är ett berg i republiken Island. Det ligger i regionen Austurland, 300 km öster om huvudstaden Reykjavík. Toppen på Bíldufell är 771 meter över havet, eller 111 meter över den omgivande terrängen. Bredden vid basen är 2,3 km.
Trakten runt Bíldufell är nära nog obefolkad, med mindre än två invånare per kvadratkilometer. Det finns inga samhällen i närheten. Trakten runt Bíldufell består i huvudsak av gräsmarker.